# باشگاه فوتبال ایندپندینته لا چوررا
باشگاه فوتبال ایندپندینته لا چوررا که همچنین به عنوان سی‌ای‌آی یا کای د لا چوررا شناخته می‌شود، یک باشگاه فوتبال حرفه‌ای پانامایی مستقر در لا چوررا است که در لیگ فوتبال پاناما رقابت می‌کند.

## افتخارات
- جام رومل فرناندز: ۱
- لیگ ناسیونال آسنسیو: ۲
- لیگ فوتبال پاناما: ۷